# Voilier à prime
Un voilier à prime est un voilier de commerce dont la construction a été favorisée par un système de primes attribuées par l'état français à la fin du XIXe siècle. Ces primes favorisèrent la construction navale et le commerce maritime. Entre 1897 et 1902, 212 voiliers furent ainsi construits en France, pour le compte d'armements français.
Une première loi sur les primes à la construction navale avait été votée en 1881. Le but de cette prime était de stimuler la construction navale et l'armement maritime. Votée pour dix ans, elle concernait seulement la navigation au long cours. Son montant était de 1,50 franc par tonneau de jauge nette et 1000 milles parcourus, pour les navires construits en France. Pour les navires construits à l'étranger, la prime était divisée par deux.
En 1893, cette loi fut modifiée. Dégressive dans le temps, la nouvelle prime était calculée sur la jauge brute et chaque millier de mille parcourus. Elle offrait 1,10 franc par tonneau pour les vapeurs, et 1,70 franc pour les voiliers construits en France. La différence de prime entre les vapeurs et les voiliers a incité les armateurs à construire de grands voiliers.
Les voiliers ainsi construits réalisaient du transport de vrac : 
- Australie : divers à l'aller, blé, charbon ou balles de laine en retour ;
- Chili : charbon européen à l'aller, nitrate de soude au retour ;
- Côte Pacifique des États-Unis : charbon et divers à l'aller, bois d'Oregon ou blé de Californie en retour ;
- Nouvelle-Calédonie : importation du nickel ;
- divers traversées entre l'Asie, l'Océanie et les deux côtes des Amériques pour des transports de pétrole, de coton, de divers…

Leur vulnérabilité pendant la Première Guerre mondiale, l'abandon de certaines routes commerciales, et surtout la montée en puissance de la navigation à moteur les ont irrémédiablement condamnés à la destruction au début des années 1920.
Le dernier voilier à prime construit fut le Rochambeau, livré en décembre 1902 à Nantes. 

## Nantes
Le port de Nantes profita particulièrement de ces primes, avec le développement de nombreux armements, mais aussi des chantiers navals. Entre 1893 et 1921, 149 voiliers à prime naviguèrent sous pavillon nantais. Une vingtaine d'armements se constituèrent. 
À la veille de la Première Guerre mondiale, la Société Générale d'Armement (ex-Compagnie française de navigation) était devenue la plus grosse compagnie maritime nantaise en absorbant de nombreuses autres compagnies. Les nombreux voiliers coulés pendant le conflit et la Loi des 8 heures marquèrent la fin de ces voiliers. Le reste de la flotte fut désarmé dans le canal de la Martinière.